# Batalla de Lay Kay Kaw
La batalla de Lay Kay Kaw fue un conjunto de enfrentamientos bélicos entre el Ejército de Liberación Nacional Karen (KNLA) de la Unión Nacional Karen (KNU) y el Tatmadaw del Consejo Administrativo del Estado de Birmania por el control de la ciudad birmana de Lay Kay Kaw, en el estado de Kayin, iniciados el 15 de diciembre de 2021. La batalla se desarrolló en el transcurso de la ofensiva rebelde contra la junta militar, en el marco de la revolución birmana.
Los primeros enfrentamientos sucedieron luego de que el 14 de diciembre un contingente de 200 soldados ingresaran a la ciudad, en ese entonces bajo control de Brigada 6 de la Unión Nacional Karen, para realizar una redada en busca de opositores políticos y personas vinculadas a la resistencia; al final de la operación 30 lugareños fueron arrestados. Ante ello, los medios de prensa consultaron al grupo rebelde si habían autorizado el ingreso de tropas gubernamentales, sin embargo, negaron haberles concedido la autorización.

## Antecedentes
Como respuesta al golpe militar se produjeron manifestaciones que, debido a la represión ejercida por la junta militar, comenzaron a tener esporádicos actos de resistencia armada. Estos sucesos causaron que algunos grupos armados étnicos abandonaran de facto el alto al fuego con el gobierno. Sumado a lo anterior, el 16 de abril las autoridades derrocadas crearon el Gobierno de Unidad Nacional (NUG), un gobierno en el exilio que se considera a sí mismo como la autoridad legítima de Birmania. En mayo de 2021, el NUG anunció la formación de la Fuerza de Defensa del Pueblo y en septiembre el lanzamiento de una guerra defensiva y una revolución nacional contra la junta militar.

## Batalla
El 15 de diciembre en la mañana, los residentes del municipio de Myawaddy informaron al Centro de Información Karen (KIC) sobre el avistamiento de soldados gubernamentales y el disparo de artillería en un área controlada por la Fuerza de Defensa del Pueblo. Más tarde, los medios locales reportaron que el Batallón 560 de Infantería Ligera del Tatmadaw se había posicionado en las colinas y casas cercanas a la ciudad, con el objetivo de atacar fácilmente las bases rebeldes. Algunos proyectiles impactaron en la aldea de Ya They Gu causando la destrucción de algunas casas.
El 16 de diciembre, los combates se reanudaron en las aldeas de Mae Htaw Tha Lay y Bei Hee Ka Law, cercanas a la ciudad, cuando el ejército comenzó a bombardearlas para eliminar cualquier intento rebelde de detener la ofensiva contra Lay Kay Kaw. Producto de los ataques 3000 lugareños se vieron obligados a huir de sus hogares. En la segunda aldea, los militares se estacionaron en una escuela y un monasterio, lo que permitió a la Fuerza de Defensa del Pueblo y al Ejército de Liberación Nacional Karen atacar con facilidad a las tropas gubernamentales; debido a este enfrentamiento murieron 4 soldados.
Al día siguiente, el Gobierno de Unidad Nacional informó que 18 soldado murieron en combate y 8 fueron capturados. Dicha cifra aumentó 7000 civiles desplazados y 68 soldados de la junta fallecidos el 21 de diciembre. El 25 de diciembre se informó que dos civiles fallecieron producto de bombardeos aéreos llevados a cabo por el ejército contra las posiciones rebeldes, mientras que la cifras de desplazados aumentó a 10 000. Los combates continuaron por undécimo día consecutivo.
Para el 6 de enero de 2022, 80 soldados habían fallecido producto de los ataques llevados a cabo por la resistencia contra las posiciones militares. No obstante, los enfrentamiento continuaron; esta vez el Tatmadaw disparó 30 proyectiles de artíllería contra la ciudad de Lay Kay Kaw, causando el desplazamiento de muchas personas lo que elevó la cifra de desplazados a 15 000.

## Secuelas
El 10 de marzo, se informó de bombardeos en las áreas cercanas de la ciudad, luego de que la KNU solicitará a las fuerzas gubernamentales abandonar sus posiciones alrededor de Lay Kay Kaw con el objetivo de permitir a los desplazados volver a sus hogares. Además, de acuerdo a un guerrillero local, al menos 10 soldados habrían muerto en combate en los últimos días.
Posteriormente, en un intento de ofensiva llevado a cabo por la junta militar, el 12 de abril 40 soldados y 2 insurgentes murieron en un enfrentamiento en la ciudad de Lay Kay Kaw.

## Reacciones

### Nacionales
- Ejército de Liberación Nacional Karen: El grupo rebelde emitió un comunicado exhortando al Consejo de Seguridad de las Naciones Unidas a celebrar una reunión de urgencia para imponer una zona de exclusión aérea en la frontera entre Birmania y Tailandia, con la finalidad de impedir nuevos bombardeos aéreos sobre áreas civiles. Además, expresó que los ataques contra las infraestructuras civiles constituían una violación de derechos humanos y saludó el apoyo humanitario brindado por el gobierno de Tailandia.[15]
- Gobierno de Unidad Nacional: El Gobierno de Unidad Nacional, formado por las autoridades civiles derrocadas, emitió un comunicado solicitando al gobierno tailandés «que permita que los desplazados internos que huyen de Lay Kay Kaw y buscan refugio crucen la frontera de manera segura lo antes posible».[14]
- Consejo Administrativo del Estado de Birmania: La junta militar emitió un pronunciamiento diciendo que el ataque había sido para defenderse ya que los "terroristas" rodearon sus posiciones y rechazaron abandonar la ciudad.[20]

### Internacionales
- Tailandia: De acuerdo a informes periodísticos de Myanmar Now, el gobierno tailandés estaría brindando ayuda humanitaria a los desplazados en centros de alojamiento a lo largo de la frontera.[15]